# Bossoli
Bossoli è un singolo del rapper italiano Shiva, pubblicato il 5 settembre 2019.

## Tracce
1. Bossoli – 2:58

## Classifiche
| Classifica (2020) | Posizione massima |
| ----------------- | ----------------- |
| Italia            | 13                |